# Harpalyce nipensis
Harpalyce nipensis är en ärtväxtart som beskrevs av Ignatz Urban. Harpalyce nipensis ingår i släktet Harpalyce och familjen ärtväxter.

## Underarter
Arten delas in i följande underarter:
- H. n. lanceolatus
- H. n. nipensis